# Carex arctogena
Carex arctogena — багаторічна трав'яниста рослина родини осокові (Cyperaceae), поширена в холодних регіонах північної півкулі: Північній Америці й північній Європі.

## Таксономічні примітки
Дослідження, ґрунтовані на скандинавському матеріалі (Reinhammer 1999), рішуче підтримали статус цього виду, відмінного від C. capitata. Є послідовні відмінності в генетичних маркерах між C. arctogena і C. capitata, послідовні відмінності в морфології й екології, різний розподіл (навіть при перекритті), і жодного документованого проміжного зразка чи гібридного. Elven et al. (2003) вважають, що це однозначно два види як «біологічно», так і морфологічно. Murray (2002) у Flora of North America стверджує, що, хоча ці два види легко розрізняються у Скандинавії та Росії, ситуація в Північній Америці не настільки ясна. Мюррей зазначив, що в Північній Америці можна виділити два таксони, але є також численні зразки невизначеної детермінації. Він включив обидві види під C. capitata, але прийшов до висновку, що окремий статус у певному ранзі може бути доречним для таксона «arctogena» в Північній Америці, і закликав до того, щоб при складанні нових колекцій важливо звертати пильну увагу на середовище проживання та звичку. Carex capitata живе в бореальних болотах і утворює килими, Carex arctogena росте в альпійських пустищах і  виростає в пучках.

## Опис
Рослини висотою 10–25 см; багаторічні трави; в щільних одиничних компактних пучках. Коріння блідо-коричневого кольору. Пагони на рівні землі чи підземні горизонтальні; компактні. Надземні повітряні стебла прямі (короткі рослини) або висхідні (більш високі рослини). Листя в основному базальні; чергуються; щорічно вмирають і нестійкі. Черешки відсутні. Піхви сіро-коричневі (з віком), або коричневі (іржаві), гладкі. Лігули 0.4–0.6 мм довжиною; мембранні; голі; яйцювато-довгасті; верхівки тупі. Листки трав'яні; пластинки довжиною 50–120 мм, 0.4–0.6 мм завширшки, прямі, лінійні, голі, жилки паралельні, краї цілі або зубчасті на вершині.
Квіткові стебла два або більше на рослину; приблизно такої ж висоти як листя, або помітно вищі, без листя. Суцвіття щільне, яйцеподібне, або кулясте або субкулясте, 0.5–0.6 см завдовжки, 3.5–4.5 мм завширшки. Індивідуальні колоски підняті. Кінцевий колосок на вершині з помітним пучком. Квіткові луски оранжево-коричневі з краями того ж кольору або блідшими, зворотно-яйцеподібні, голі, довжина 2–2.5 мм, ширина 1.5–2 мм; з тупою або округлою вершиною. Квіти одностатеві. Тичинки присутні (тичинкові квіти), 3, або відсутні (маточкові квіти). Пиляки 0.9–1.1 мм завдовжки. Плід — безчерешкова, суха, еліпсоїдна однонасінна сім'янка. 2n=50.

## Поширення
Північна Америка: Канада, Аляска, пд. Ґренландія; Європа: Росія, Фінляндія, Норвегія, Швеція.